# 梓渝
梓渝（2002年7月6日—），本名鄭朋，出生於江蘇省連雲港市，中國大陸男歌手兼演员，就讀於北京現代音樂研修學院表演系，2020年參加優酷男團競演養成類選秀節目《少年之名》，最終排名27。2021年參加愛奇藝出品的男團競演選秀養成類真人秀節目《青春有你3》，最終排名31，同年6月加入組合光合少年正式成團出道。2025年出演電視劇《逆愛》，在劇中飾演主人公吳所畏，憑此角色微博粉絲增加近三百萬。粉絲名為YUNI，應援色为紫、蓝、白（粉丝称之为“星渝色”）。

## 演藝經歷
2020年6月26日，以花開半夏練習生的身份，參加優酷男團競演養成類選秀節目《少年之名》，止步33名未能成團出道。
同年9月19日，參與潮玩綜藝《歐皇駕到》在優酷播出。
2021年1月，以花開半夏練習生的身份，參加愛奇藝出品的男團競演選秀養成類真人秀節目《青春有你3》，三次順位排名為第22名、第21名、第31名，未能成團出道。
同年2月8日，遊戲挑戰類微綜藝《花開的少年們》在愛奇藝播出。
6月25日，加入組合光合少年正式成團出道。
2022年8月25日，第一部電視劇《將軍在下》開機，飾演蕭絆。
同年12月8日，被曝長時間被隊長鄭星源霸凌。
10日，公司回應霸凌事件指是謠言，梓渝安慰粉絲語音曝光。
23日，已向花開半夏文化傳媒開始溝通解約。
2023年1月8日，被花開半夏文化傳媒在未經協商下要求收拾個人物品於14日前搬至杭州。
1月9日，發文回應被霸凌事件，確認曾被鄭星源歐打，並向花開半夏提出訴訟與其解約。

## 音樂作品

### 專輯
| 專輯 | 專輯資料 | 曲目 | 備註 |
|      |          |      |      |

### 单曲
| 發行年份 | 日期    | 歌曲名稱          | 歌曲資料 | 備註           |
| 2024年   | 5月15日 | 《你過得還好嗎》  |          |                |
| 2025年   | 4月17日 | 《Kiss me,and？》 |          |                |
| 2025年   | 5月14日 | 《Call me》       |          |                |
| 2025年   | 6月15日 | 《肆意生花》      |          | 《逆愛》主題曲 |
| 2025年   | 7月6日  | 《擁抱你的我》    |          |                |
| 2025年   | 7月24日 | 《螢火星球》      |          |                |
| 2025年   | 7月30日 | 《大城小愛》      |          | 翻唱           |
| 2025年   | 8月6日  | 《此生不換》      |          | 翻唱           |
| 2025年   | 8月13日 | 《泥潭》          |          |                |
| 2025年   | 8月18日 | 《褪黑素》        |          | 翻唱           |

### 《少年之名》表演曲目
| 發行日期      | 歌曲資料 | 備註   |
| 2020年6月26日 | 《少年之名》 - 歌曲說明：節目官方主題曲 - 原創歌曲 - 合作演唱者：全體練習生                                             | 第一期 |
| 2020年6月26日 | 《就醬》 - 歌曲說明：初等級舞台 - 原唱:陸虎黃雅莉 - 合作演唱者：王梓澳、王梓澐、张潮汐                                  | 第一期 |
| 2020年7月10日 | 《悟空傳》 - 歌曲說明：第一次公演舞台 - 原唱者：趙英俊 - 合作演唱者：孫英豪、陳一辰、詹仕偉、袁林青、楊超文             | 第三期 |
| 2020年7月17日 | 《自然醒》 - 歌曲說明：第二次公演（位置測評） - 原唱者：林宥嘉 - 合作演唱者：林染、展羽、孫鉑然、孫英豪、王琳凱、王梓澐 | 第四期 |
| 2020年7月30日 | 《第一次告白》 - 歌曲說明：第三次公演舞台 - 原唱者:TFBOYS - 合作演唱者：袁林青、陳一辰、王梓澐、洪振輝、王琳凱          | 第六期 |

### 《青春有你 (第三季)》表演曲目
| 發行日期      | 歌曲資料 | 備註       |
| 2021年2月18日 | 《Follow Me》 - 歌曲說明：初等級舞台 - 原創歌曲 - 合作演唱者：韓瑞澤、黎明旭、萬禹辰、鄭星源                                                          | 第一期     |
| 2021年2月27日 | 《天天》 - 歌曲說明：第一次公演（位置測評考核） - 原唱者：陶喆 - 合作演唱者：劉琦、楊昊銘、陳俊宇、周子傑、魏宏宇、時尚                               | 第四期     |
| 2021年3月13日 | 《如果不是你》 - 歌曲說明：我想特别舞台公演 - 原唱者：尤長靖 - 合作演唱者：張景昀、余景天、劉冠佑、杜天宇、鐘駿一、徐濱、曹子俊、應晨熙、十七、楊皓鈞 | 第八期     |
| 2021年3月18日 | 《We Rock》 - 歌曲說明：節目官方主題曲 - 原創歌曲 - 合作演唱者：全體訓練生                                                                            | 第九期     |
| 2021年4月2日  | 《立》 - 歌曲說明：第二次公演（小組对决考核） - 原唱者：符龍飛 - 合作演唱者：鄭星源、陳鼎鼎、柯爾、趙瑾堯                                             | 第十三期   |
| 2021年4月3日  | 《History》 - 歌曲说明：練習室小考 - 原唱者：EXO-M - 合作演唱者：萬禹辰、余景天、十七、何德瑞                                                         | 第十四期   |
| 2021年4月15日 | 《季風環遊》 - 歌曲說明：第三次公演（主題考核） - 原創歌曲 - 合作演唱者：橋本裕太、梁森、十七、鄧澤鳴、黃泓銘、邱丹楓                                 | 第十七期   |
| 2021年4月29日 | 《超能力》 - 歌曲說明：導師合作舞台公演 - 原唱者：鄧紫棋 - 合作演唱者：姜京佐、王南鈞、汪佳辰、李欽、邱丹楓 - 合作導師：鄧紫棋                        | 第二十一期 |

## 影視作品

### 電視劇
| 播出年份 | 日期    | 頻道                | 節目名稱             | 角色           | 備註 |
| 2023年   | 6月21日 | 愛奇藝              | 《將軍在下》         | 蕭絆           |      |
| 2024年   | 5月3日  | 抖音                | 《段秘書為何那樣呢》 | 段景澤(楚星澤) |      |
| 2025年   | 5月13日 | 騰訊視頻            | 《三嫁魔君》         | 阿嗚           |      |
| 2025年   | 6月16日 | YouTube、GagaOOLala | 《逆愛》             | 吳所畏(吳其穹) |      |
| 待播     |         |                     | 《嫡女策》           | 葉如君         |      |
| 待播     |         |                     | 《鐵鍋燉大鵝》       | 江陽           |      |

### 選秀節目
| 播出年份 | 日期            | 頻道   | 節目名稱      | 最終排名 |
| 2020年   | 6月26日－8月7日 | 優酷   | 《少年之名》  | 第33名   |
| 2021年   | 2月18日-5月1日  | 愛奇藝 | 《青春有你3》 | 第31名   |

## 媒體作品

### 廣告代言
| 年份   | 名稱           | 性質   | 備註 |
| 2024年 | YOUPUPE羽素    | 星推官 |      |
| 2024年 | THEODOREGELATO | 星推官 |      |

### 雜誌寫真
| 年份   | 日期     | 名稱                  | 期數       | 備註                 |
| 2020年 | 8月28日  | EASYMEDIA             |            | 電子刊               |
| 2020年 | 9月20日  | 謎宮WAGMAZE           |            | 電子刊               |
| 2021年 | 7月6日   | 昕薇                  |            | 電子刊               |
| 2022年 | 10月31日 | 樹與志TreeForAmbition | 十一月刊   |                      |
| 2025年 | 8月2日   | 風度men's uno         | 八月刊     |                      |
| 2025年 | 8月13日  | NEXT星生加            | 八月限定刊 |                      |
| 2025年 | 8月13日  | 勢界POWERCIRCLES      | 八月刊     |                      |
| 2025年 | 8月15日  | 人民交通刊            | 九月刊     | 中國官方單位出版刊物 |

## 公开活动

### 演唱會
| 年份   | 日期    | 地点                          | 活動名称               | 备注     |
| 2024年 | 5月25日 | 广州市海珠区同创东一街13号101 | 魏宏宇2024个人巡回演出 | 嘉宾     |
| 2024年 | 9月1日  | 長春城投南溪裡文旅小鎮        | 长春清爽露营季         | 嘉宾     |
| 2025   | 7月20日 | 鹽城中華海棠園                | 銀河左岸音樂節         | 表演歌手 |
| 2025   | 8月2日  | 貴陽觀山湖公園民族大聯歡廣場  | Z紀元銀河左岸音樂節    | 表演歌手 |
| 2025   | 8月17日 | 青島流亭機場                  | 2025騰訊視頻音樂嘉年華 | 表演歌手 |

### 見面會
| 日期 | 地點 | 主題 | 备注 |
|      |      |      |      |

### 發佈會
| 年份   | 日期   | 地點 | 主題              | 备注 |
| 2024年 | 5月5日 |      | xVESSEL新品發佈會 |      |

### 生日會
| 年份   | 日期   | 地點                                         | 主題         | 备注 |
| 2021年 | 7月3日 | 北京海澱區中關村北大街二河開21號藝術區內劇場 | 19渝你在一起 |      |

### 頒獎典禮/時尚盛典
| 年份   | 日期     | 地點 | 主題                   | 备注 |
| 2021年 | 10月22日 | 上海 | 時髦青年一週年青春派對 |      |
| 2023年 | 9月22日  | 北京 | 樹與志華章之夜         |      |

### 晚會
| 日期 | 地點 | 主題 | 备注 |
|      |      |      |      |

## 公益活動
| 日期           | 机构                             | 活動名称                    | 备注       |
| 2021年7月9日   | 中華思源工程扶貧基金會           | 揚帆e+公益夏令營            | 公益星推官 |
| 2023年11月20日 | 為愛黔行公益、中國鄉村發展基金會 | 美好學校·鄉村孩子的音樂課堂 | 愛心傳播官 |

## 榮譽
| 日期           | 頒獎典禮               | 榮譽               |
| 2021年10月22日 | 時髦青年一週年青春派對 | 年度最具潛力男歌手 |

## 外部連結
- 梓渝的新浪微博
- 梓渝的Instagram帳戶
- 梓渝的抖音账号
- 梓渝的小红书账号